# Містер Сміт вирушає до Вашингтона
«Містер Сміт вирушає до Вашингтона» (англ. Mr. Smith Goes to Washington) — кінострічка режисера Френка Капри, що вийшла на екрани в 1939 році. В 1989 році серед перших 25 фільмів була внесена до Національного реєстру фільмів. На 1 березня 2024 року фільм займав 209-тю позицію у списку 250 кращих фільмів за версією IMDb.

## Сюжет

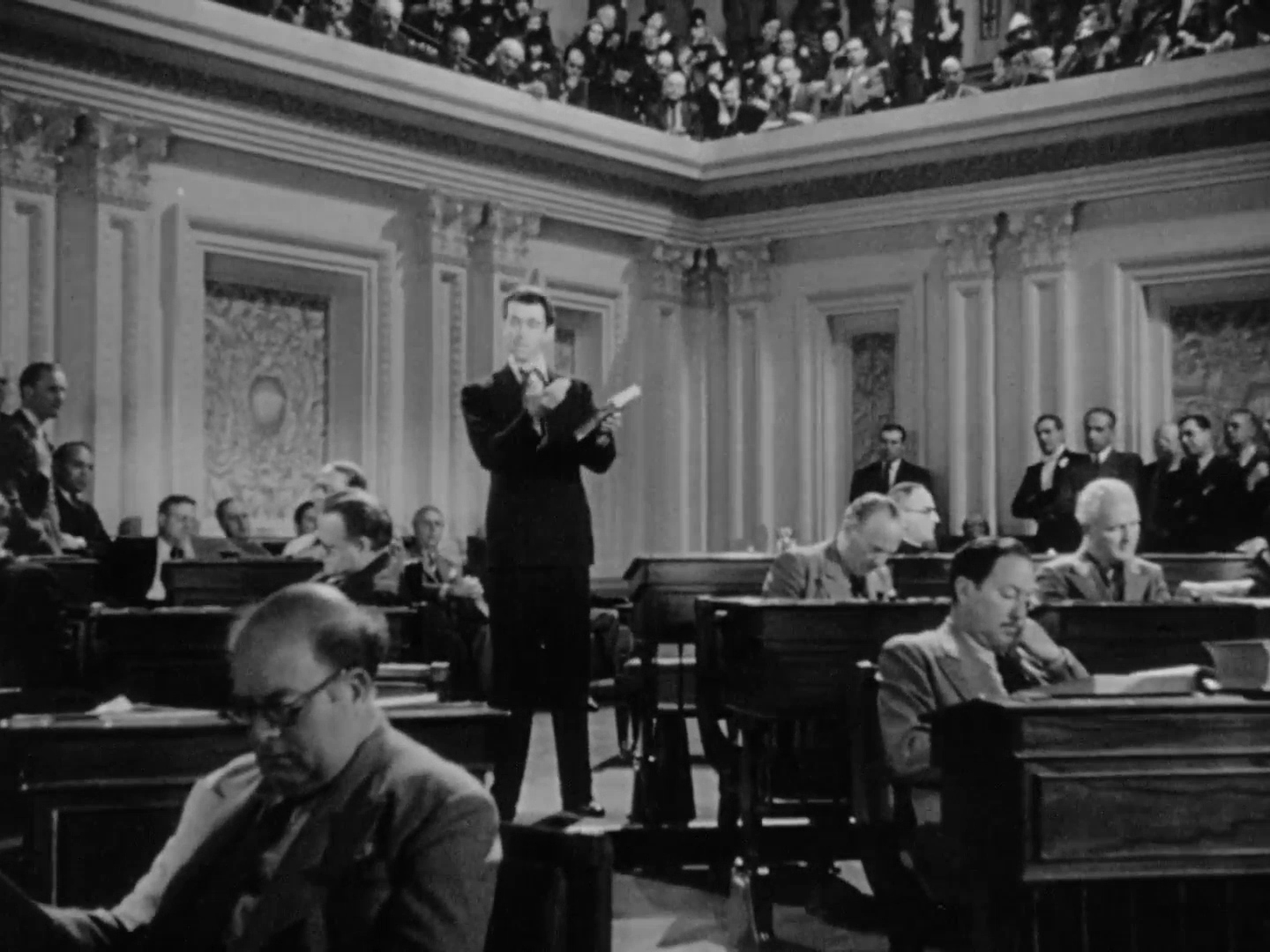
Джефферсон Сміт (Джеймс Стюарт) у Сенаті США

Помирає один із сенаторів, який лобіює інтереси бізнесмена Тейлора. На його місце губернатор штату, що давно продався й працює на Тейлора, знаходить заміну в особі лідера місцевого руху бойскаутів Джефферсона Сміта. Сміт — сміливий і спраглий служити країні ідеаліст, може напам'ять продекламувати декларацію про незалежність, але він не підозрює, що відведена йому роль на посту сенатора — бути політичною маріонеткою. Намагаючись щось зробити на новій посаді, містер Сміт подає білль про створення дитячого табору для хлопців з усієї країни. Йому починає допомагати його секретарка, якій він своєю нескаламученою рішучістю й любов'ю до країни, до її ідеалів, надав сил, щоб самій знову в них повірити. Білль успішно проходить слухання, доки не виявляється, що на місці, де планувалося розмістити табір, мають будувати греблю, позика на будівництво якої лобіювалася людьми, що посадили Сміта в сенат. Сміт вступає в нерівну боротьбу з розумними, серйозними, жорстокими й цинічними людьми, серед яких гаряче улюблений і шанований Смітом друг його вбитого в молодості батька.

## У ролях
- Джеймс Стюарт — Джефферсон Сміт
- Джин Артур — Кларисса Сондерс
- Клод Рейнс — сенатор Джозеф Гаррісон Пейн
- Едвард Арнольд — Джим Тейлор
- Гай Кіббі — губернатор Губерт Гоппер
- Томас Мітчелл — Діз Мур
- Юджин Пеллетт — Чік Макганн
- Б'юла Бонді — Ма Сміт
- Г. Б. Уорнер — сенатор Егню
- Гаррі Кері — президент Сенату
- Астрід Оллвін — Сьюзен Пейн
- Маргарет Манн — черниця з хлопчиками-сиротами (у титрах не вказана)
- Лейф МакКі — ветеран Громадянської війни біля Меморіалу Лінкольна (у титрах не вказаний)

## Нагороди
- 1939 — потрапляння в десятку найкращих стрічок за версією Національної ради кінокритиків США.
- 1940 — Премія «Оскар» за найкращий оригінальний сюжет (Льюїс Р. Фостер), а також 10 номінацій: найкраща кінострічка, режисер (Френк Капра), сценарій (Сідні Бакмен), актор (Джеймс Стюарт), актор другого плану (Гаррі Кері та Клод Рейнс), музика (Дмитро Тьомкін), робота художника (Лайонел Бенкс), монтаж (Джин Хевлік, Ел Кларк), запис звуку (Джон Лівадарі).